# A Última Ceia (Crespi)
A Última Ceia é uma pintura de Daniele Crespi.
Esta representação da última refeição que Jesus Cristo fez com seus discípulos foi pintada em 1624-25 para o mosteiro beneditino em Brugora (Brianza). A composição é baseada na de Gaudenzio Ferrari (pintado 1541-42), localizado na Santa Maria della Passione, Milão.

## Temática
A Última Ceia, muito retratada na arte cristã foi a última refeição que, de acordo com os cristãos, Jesus dividiu com seus apóstolos em Jerusalém antes de sua crucificação. Ela é a base escritural para a instituição da Eucaristia, também conhecida como "Comunhão". A Última Ceia foi relatada pelos quatro evangelhos canônicos em Mateus 26:17–30, Marcos 14:12–26, Lucas 22:7–39 e João 13:1 até João 17:26. Além disso, ela aparece também em I Coríntios 11:23–26. O evento é comemorado na chamada Quinta-feira Santa.